# Eintracht Wetzlar
Eintracht Wetzlar is een Duitse voetbalclub uit Wetzlar.

## Geschiedenis
De club werd op 20 juli 1905 gesticht als Wetzlarer FC 1905. In 1927 werd de naam SV 05 Wetzlar. In 1941 speelde de club voor het eerst in de Gauliga, maar degradeerde na één seizoen terug. Na de Tweede Wereldoorlog nam de club de huidige naam aan.
Daarna speelde de club twintig jaar in de Hessenliga, op dat moment de tweede hoogste klasse in Duitsland. Na een degradatie in 1971 vertoefde de club meer dan 35 jaar in de lagere klassen. In 2007 promoveerde de club opnieuw naar de Oberliga Hessen, die toen nog maar de vierde hoogste klasse was. Na één seizoen degradeerde de club en door de invoering van de 3. Bundesliga werden alle onderliggende klassen gedegradeerd waardoor Wetzlar eigenlijk van de vierde naar de zesde klasse ging in één seizoen. In 2010 promoveerde de club weer naar de Oberliga Hessen, waar de club twee seizoenen speelde. In 2015 degradeerde de club uit de Verbandsliga. 